# South Bradenton
South Bradenton est une ’'census-designated place du comté de Manatee, dans l'État de Floride, aux États-Unis,. En 2020, elle compte une population de 26 858 habitants.